# Corbicula fluminea
Corbicula fluminea là một loài hến nước ngọt, động vật thân mềm hai mảnh vỏ thủy sinh trong họ Corbiculidae.
Loài này là ban đầu chủ yếu là có nguồn gốc châu Á và do đó nó thường là thường được gọi là Hến châu Á. Trong hồ cảnh và ao koi thương mại thường được gọi là Hến vàng hay Hến vàng nước ngọt.
Loài này đã được giới thiệu tới nhiều nơi trên thế giới, bao gồm cả Bắc Mỹ và Châu Âu.
Chúng ăn chủ yếu vào thực vật phù du (tảo), mà chúng lọc từ đáy cát hoặc bùn suối, hồ, kênh mương. Theo khảo sát địa chất Hoa Kỳ, C. fluminea có khả năng tiếp tục mở rộng phạm vi Bắc Mỹ cho đến khi nó đạt đến khả năng chịu nhiệt độ thấp hơn.

## Phân bố

### Như một loài bản địa
Loài này ban đầu xuất hiện ở Nga, Thái Lan, Philippines, Trung Quốc, Đài Loan, Hàn Quốc, Nhật Bản, mà còn ở các bộ phận của châu Phi.

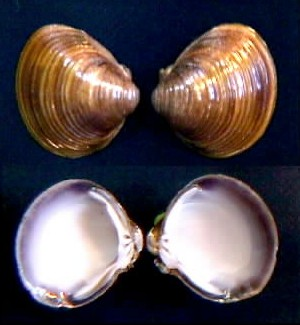
Corbicula fluminalis from Sucre State, Venezuela

### Như một loài xâm lấn
Corbicula fluminea có thể đã được đưa đến Bắc Mỹ chậm nhất vào năm 1924, những người nhập cư châu Á đã sử dụng hến như một nguồn thực phẩm. Nó phong phú trong khu vực Albemarle của Bắc Carolina, cũng như các khu vực khác dọc theo bờ biển phía đông. Phân bố không phải bản địa của Corbicula fluminea bao gồm:
- Nó lần đầu tiên được tìm thấy tại Rhine trong cuối những năm 1980 và sau đó được tìm thấy đường vào sông Danube qua kênh đào Rhine-Main-Danube. Nó đạt đến Elbe chậm nhất năm 1998.[3]
- Cộng hòa Séc - trong Elbe ở Bohemia từ năm 2000[4][5] và nó đang lan rộng.[6]
- Nó ở các sông của Bồ Đào Nha, như sông Minho. Được ghi nhận lần đầu tiên ở Ireland vào năm 2010.[7]
- Cuba[8]
- Venezuela[9][10][11]
- Hồ Placid, New York, Hoa Kỳ
- Sông Allegheny, Pittsburgh, PA
- Sông Nore & Barrow, Cộng hòa Ireland. Lần đầu tiên được ghi nhận vào tháng 4 năm 2010.

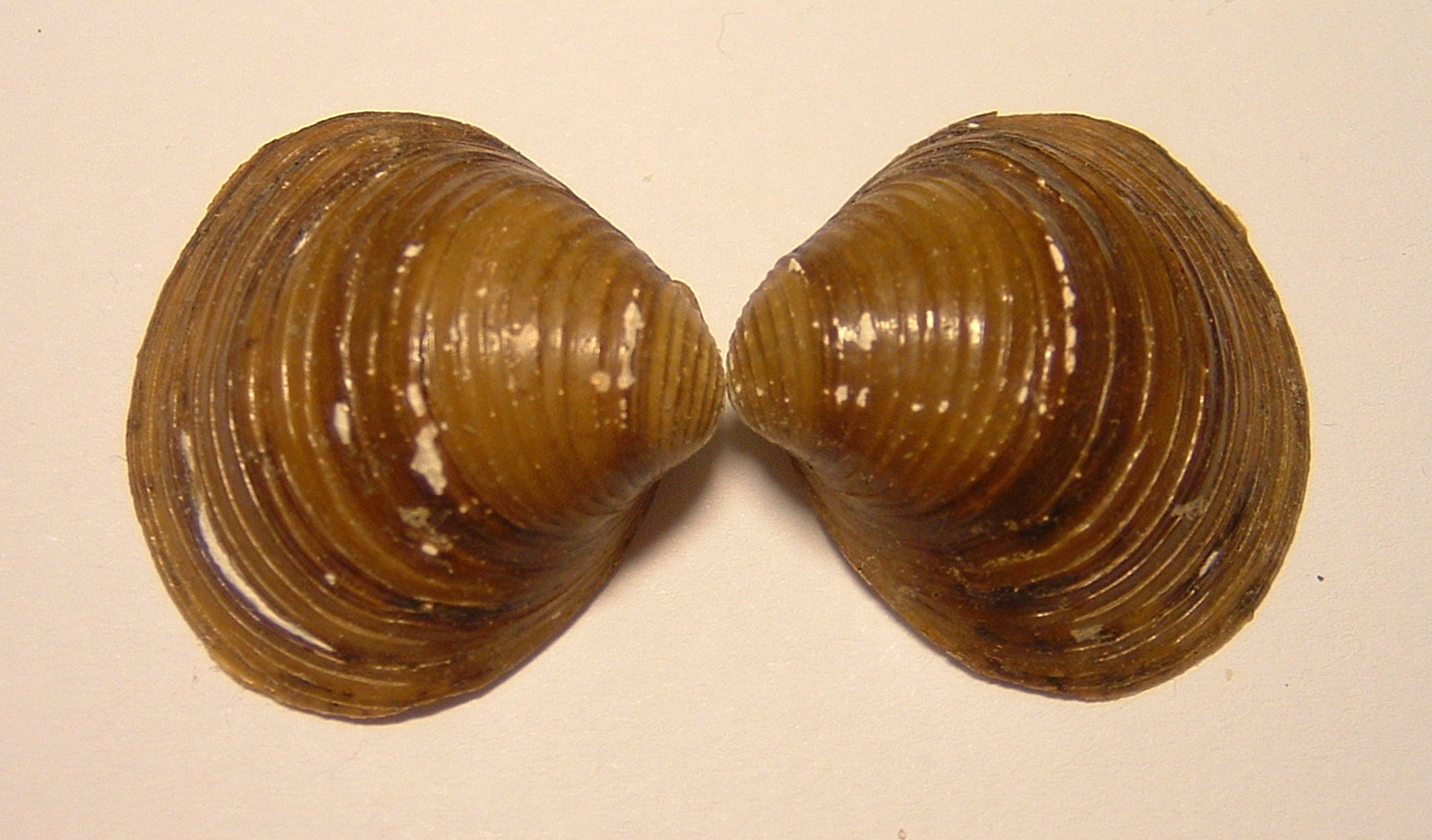
Corbicula fluminalis
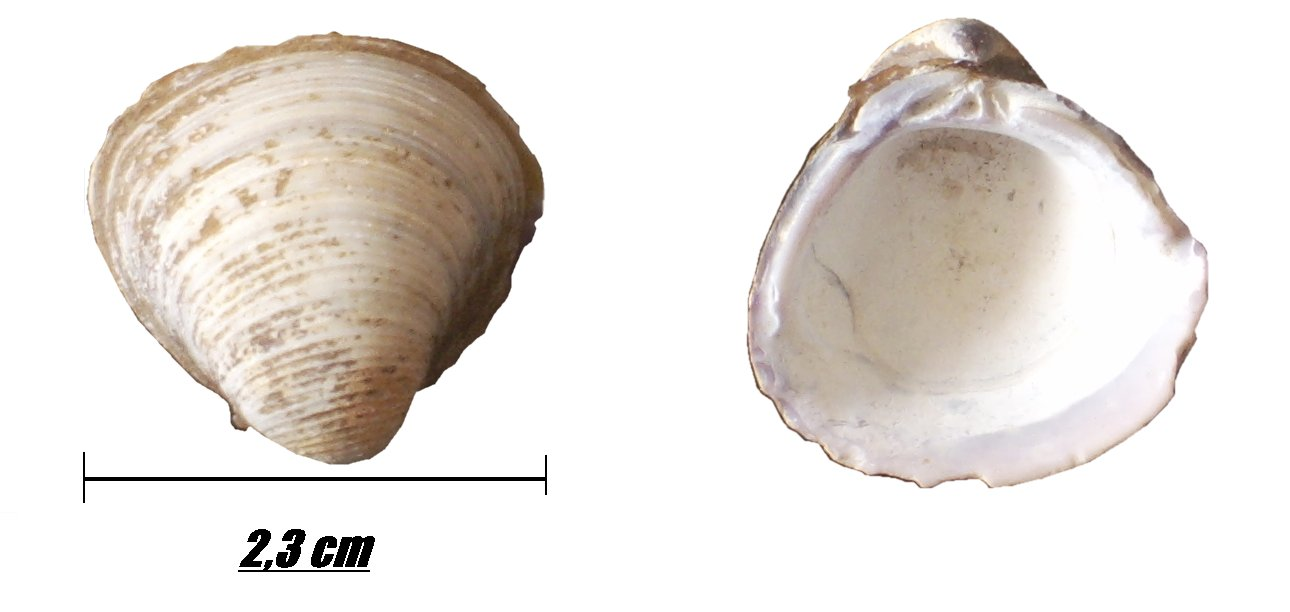
Corbicula fluminalis